# Fellatio

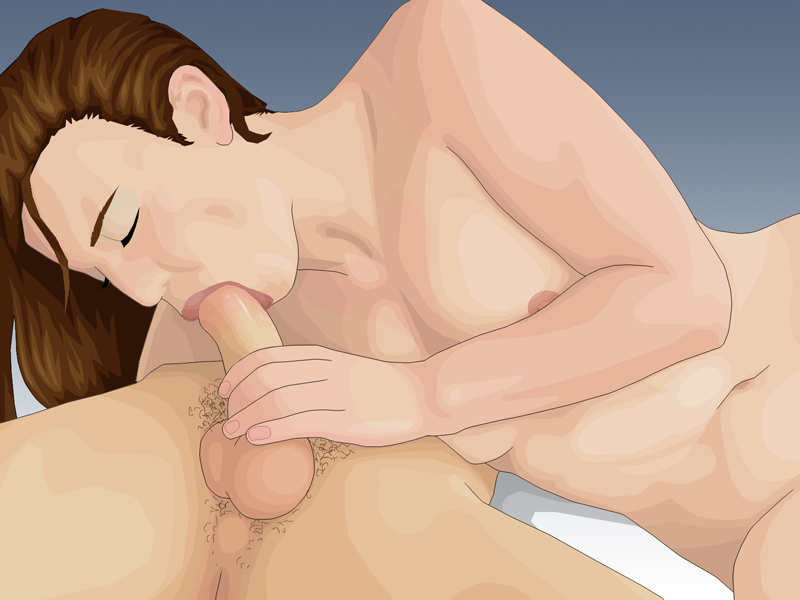
Fellatio nella posizione da sdraiato

La fellatio è una pratica di sesso orale rivolta al pene, che consiste nella sua stimolazione tramite la bocca, eseguita per portare all'eiaculazione o usata come preliminare prima del coito.

## Descrizione

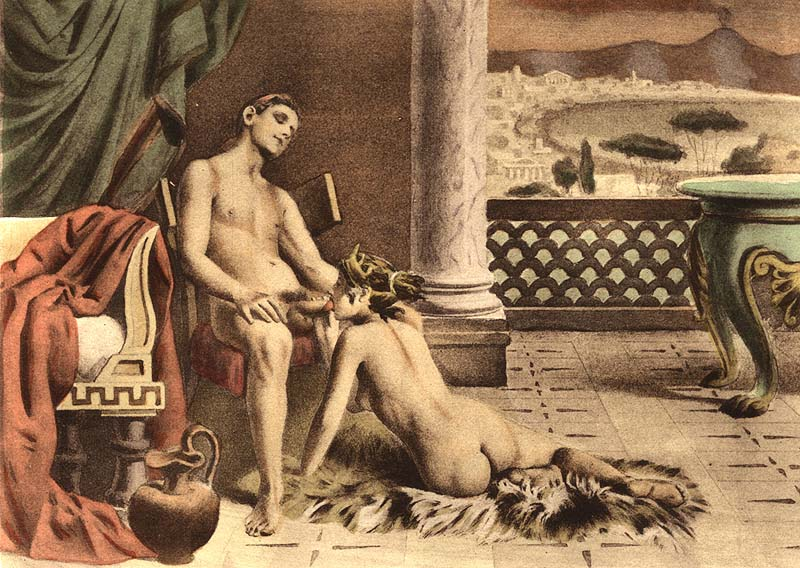
Dipinto di Édouard-Henri Avril

Il termine fellatio deriva dalla parola latina fellāre (letteralmente: "succhiare") e indica la stimolazione orale del pene. La stimolazione esterna del pene con la sola lingua (come quella praticata da alcuni mammiferi, tra cui il pipistrello della frutta) è più propriamente chiamata penilingus. L'uso di questo termine è però molto raro, e comunemente con fellatio si tende a designare in senso lato qualsiasi pratica di stimolazione orale del pene.
Un particolare tipo di fellatio è il deepthroat.
Un'altra variante della fellatio (in senso lato) è l'irrumazione, nella quale chi riceve il pene è in posizione passiva, non succhia e non lecca e semplicemente offre la bocca come orifizio per la penetrazione attiva da parte del partner.

## Storia

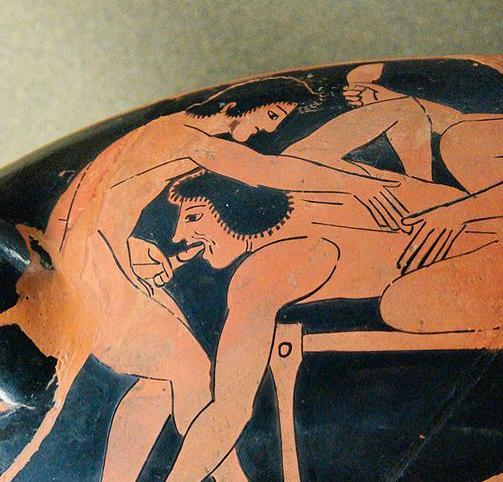
La fellatio in un kylix esposto al Louvre

La pratica della fellatio è testimoniata in numerose culture. Ne troviamo descrizione nell'antica Grecia (dove si allude spesso a questa pratica con la perifrasi eufemistica "suonare il flauto", anche perché le flautiste o aulete che allietavano banchetti e simposi erano spesso anche prostitute) e nell'antica Roma.
Il Kāma Sūtra descrive la fellatio con dovizia di particolari.

## Significato sociale
L'antropologo statunitense Weston La Barre riferì che le madri Manciù usavano mostrare l'affetto per i loro figli eseguendo fellatio sui loro neonati maschi, mettendo il loro pene in bocca e stimolandolo, dal momento che non era considerato un atto sessuale, mentre il bacio in pubblico era considerato con ribrezzo, poiché considerato sessuale. È stato inoltre riferito che usavano accarezzare gli organi sessuali dei loro figli, e strofinare quelli delle loro figlie.
In alcune culture la pratica può assumere particolari significati: nella tribù Baruya essa assume una valenza rituale, in quanto lo sperma degli uomini adulti (considerato un principio vitale positivo al pari del latte, e contrapposto all'"impuro" sangue mestruale) viene munto e bevuto dai maschi adolescenti a scopo iniziatico e dalle donne in età fertile affinché queste producano a loro volta il nutrimento necessario per il feto e poi il latte per il neonato.
Uno studio scientifico del 1999 ha suggerito e poi dimostrato che la pratica della fellatio con eiaculazione in bocca alla gestante può ridurre il rischio della sindrome preeclamptica e quindi dell'eclampsia.

## Fellatioe malattie sessualmente trasmissibili

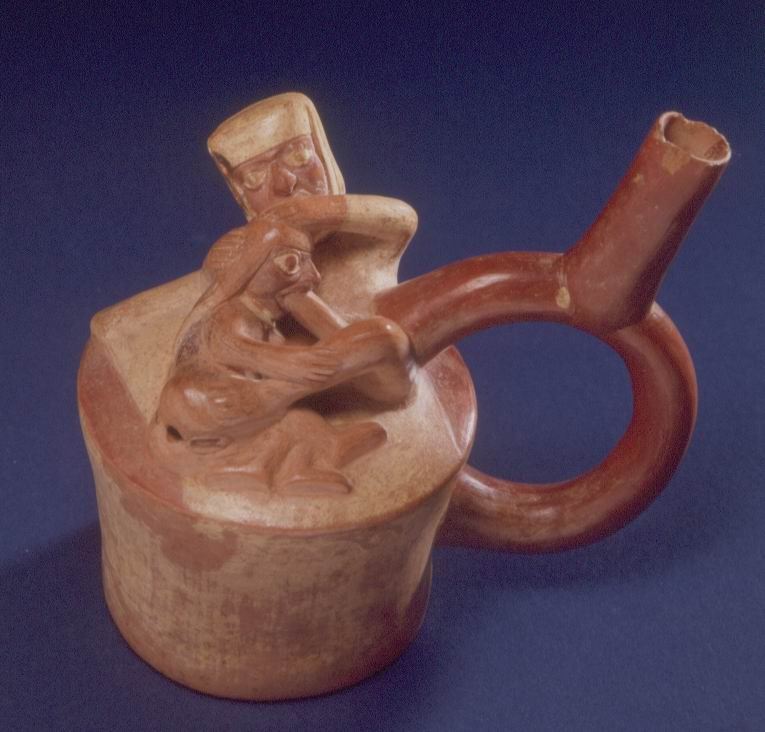
Scultura di ceramica che illustra la pratica della fellatio

### AIDS
Il virus HIV (di cui esistono due varianti: la più diffusa è l'HIV-1, mentre l'HIV-2 è prevalente in Africa) è l'agente che provoca l'AIDS e l'immunodeficienza. La stimolazione orale del pene è considerata a basso rischio per la sua trasmissione solo se non c'è contatto tra lo sperma e le mucose della bocca, soprattutto in presenza di tagli nella bocca o in prossimità di essa. In caso di contatto, il rischio riguarda la persona che pratica la fellatio.

### Epatite B
L'epatite B, molto più contagiosa rispetto all'AIDS e anche all'epatite C, dato che è trasmissibile anche con piccolissime quantità di sangue nella saliva, o con la frazione pre-eiaculazione dello sperma, può essere evitata grazie alla vaccinazione. È disponibile il vaccino anti-epatite B, una proteina del capside virale, costruita grazie all'ingegneria genetica partendo dalla sequenza genetica incompleta del virus.

### Epatite C

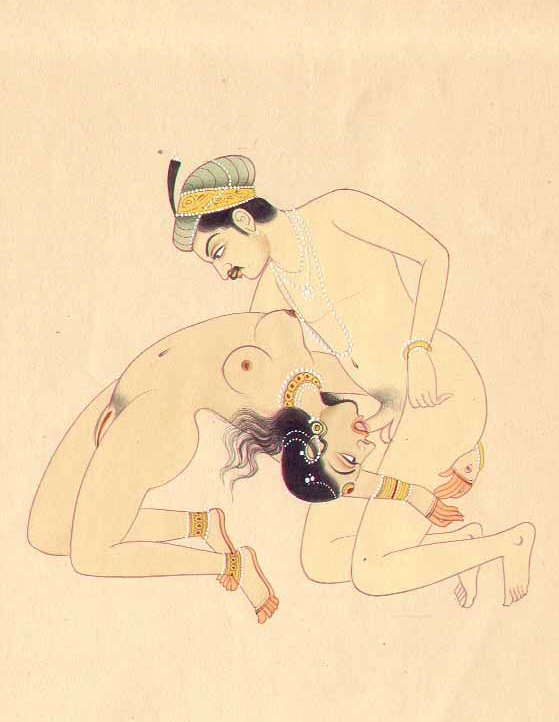
Dipinto del Kāma Sūtra

Benché il tasso di trasmissione sessuale sia inferiore a quello di altre malattie sessualmente trasmissibili, sono stati riportati casi di malattia in seguito a rapporti sessuali non protetti con pazienti HCV-positivi.

### Virus del papilloma umano
Si conoscono oltre 100 tipi di virus del papilloma umano. L'infezione da HPV si contrae tramite contatto diretto (sessuale, orale o cutaneo): la maggior parte degli HPV causa malattie non gravi, quali ad esempio le verruche cutanee. Alcuni tipi di HPV possono tuttavia causare tumori benigni, quale il condiloma acuminato genitale: si tratta di escrescenze della pelle di tipo verrucoso, che colpiscono di preferenza le zone genitali. Alcuni tipi di HPV provocano negli anni tumori maligni quale il cancro al cavo orale, all'esofago e alla laringe.

### Altre malattie
- sull'herpes simplex o labialis (di cui si conoscono due tipi di virus: l'HSV-1, che produce un'infezione non genitale e l'HSV-2, che è la causa principale dell'infezione genitale e neonatale), i pareri non sono univoci, ma diversi studiosi ammettono che il virus può essere trasmesso dalle regioni orali a quelle genitali e viceversa, durante il sesso orale.[senza fonte]
- il virus di Epstein-Barr, può trasmettere la mononucleosi infettiva tramite la saliva

#### Infezioni batteriche
Anche alcuni batteri possono generare patologie trasmissibili attraverso il sesso orale, come:
- la Neisseria gonorrhoeae o gonococco provoca la gonorrea quando infetta le pareti dell'uretra, generando una risposta infiammatoria e secrezioni purulente, associate a dolori o bruciori durante la minzione;
- il Treponema pallido, agente eziologico della sifilide, con penetrazione della mucosa e formazione di ulcere non doloranti; nelle fasi tardive provoca rash cutaneo e papule diffuse dovute alla risposta infiammatoria ed immunitaria.

## Nella cultura di massa
Considerata atto osceno per eccellenza fino a tempi molto recenti, motivo di immancabile censura cinematografica, la fellatio è diventata nella cultura contemporanea una sorta di simbolo della liberazione sessuale nell'estetica. Tralasciando gli esempi riconducibili alla fiction erotica, se non addirittura alla pornografia, si possono rilevare diverse opere moderne e contemporanee nelle quali viene citata la pratica genitale orale.

### Arti figurative contemporanee
- L'artista scozzese Jack Vettriano ha dipinto alcune tavole nelle quali una coppia, uomo e donna, si trova inequivocabilmente in posa di fellatio, la più esplicita è "The Perfectionist".
- Lo scultore russo Michail Dolgopov ha presentato a Spoleto Arte 2012 un'opera in cui una donna nuda si inchina davanti a un uomo per praticargli una fellatio; siccome l'uomo assomiglia a Silvio Berlusconi, il curatore della manifestazione Vittorio Sgarbi ha preteso che la statua fosse parzialmente coperta da un drappo.[26]
- lo scultore austriaco Bruno Zach (1891-1945) è autore di un bronzo intitolato "Fellatio", nel quale il glande della figura maschile è l'unico elemento colorato (in rosso).

### Cinema
Senza considerare il genere erotico, hard o pornografico, il cinema d'autore ha talvolta rappresentato, direttamente o indirettamente, la fellatio.
- Ecco l'impero dei sensi (1976) di Nagisa Ōshima, su un'appassionata relazione, nel Giappone moderno prebellico, tra il gestore di una locanda e la cameriera ninfomane, che gli pratica più volte la fellatio e infine gli reciderà il pene per tenerlo sempe in vagina. Il film uscì in Italia nel 1978 con il titolo Ecco l'impero dei sensi, tagliato in numerose scene.
- Si salvi chi può (la vita) (1980) di Jean-Luc Godard: tra i protagonisti di alcune storie che si sviluppano in parallelo c'è Isabelle (Isabelle Huppert), giunta dalla provincia in una città svizzera per esercitare il mestiere di prostituta indipendente; sua sorella minore (Anna Baldaccini) arriva a sua volta in città e, dal momento che ha bisogno di soldi per acquistare una barca insieme agli amici, vorrebbe imitare per qualche tempo la sorella. Isabelle le chiede se sa cosa aspettarsi: la sorella risponde di sì, dovrà succhiarlo agli uomini, quindi domanda se sia necessario ingoiare lo sperma o fingere; "Meglio non fingere" è la risposta di Isabelle. "Che sapore ha? Tutto ciò che vogliono gli uomini è in realtà umiliarti", spiega Isabelle. In un'altra scena Isabelle è coinvolta in uno squallido role-play erotico con una seconda prostituta e due clienti, un uomo d'affari e il suo segretario: l'atto sessuale non viene mostrato, sullo schermo appare solo l'uomo che dà disposizioni al suo dipendente e alle due prostitute, mentre si sentono le voci e i suoni.
- Diavolo in corpo (1986) di Marco Bellocchio: la protagonista femminile Giulia (Maruschka Detmers), fidanzata ufficialmente con un giovane sotto processo per terrorismo, inizia una relazione sessuale con lo studente Andrea (Federico Pitzalis); in una scena gli pratica una fellatio che viene mostrata in pieno sullo schermo, benché non in piano ravvicinato, mentre lui le parla di Lenin; la scena divenne celebre soprattutto perché fu censurata e tagliata nell'edizione distribuita nelle sale cinematografiche italiane.
- The Doors (1991) di Oliver Stone. Il cantante della band The Doors, Jim Morrison (Val Kilmer), si trova in ascensore insieme alla collega Nico (Christina Fulton); quando le porte si aprono, al piano di destinazione, la gente in attesa vede che lei è accovacciata davanti al cantante in atteggiamento inequivocabile, in topless e con la bocca all'altezza del suo inguine; l'atto vero e proprio non viene mostrato. In un'altra scena la sua compagna Pamela Courson (Meg Ryan) gli pratica una fellatio mentre lui canta in studio di registrazione.
- Romance (1999) della regista francese Catherine Breillat: la protagonista Marie (Caroline Ducey) tenta di stimolare la freddezza sessuale del suo partner abituale Paul (Sagamore Stévenin), disturbato dall'idea del rapporto fisico, con una fellatio che viene mostrata in pieno sullo schermo, anche se non in primo piano.
- Intimacy - Nell'intimità (2001) di Patrice Chéreau, vede degli incontri estemporanei settimanali tra un uomo separato e una donna sposata della classe operaia britannica, con alcune scene fellatorie esplicite.
- Il gusto dell'anguria (2005) di Tsai Ming-liang. Mentre una spietata siccità colpisce Taiwan, i giovani Hsiao-kang (Lee Kang-sheng) e Shiang-chiy (Chen Shiang-chyi) già protagonisti di un precedente film del regista, si rincontrano; lui adesso fa l'attore porno. Nella scena finale lei lo spia attraverso un buco in un muro. Hsiao-kang, che se ne rende conto, con un balzo atletico introduce il membro nella parete e la penetra in bocca.
- The Brown Bunny (2003) diretto e interpretato da Vincent Gallo, allora compagno nella vita dell'attrice Chloë Sevigny, qui in una scena fellatoria completa e in tempo reale, a detta di taluni la più lunga in un film non pornografico[senza fonte].
- Battaglia nel cielo (2005) di Carlos Reygadas. Un goffo ultraquarantenne, vigilante ed addetto alla sicurezza di un alto ufficiale, confessa alla giovane Ana, figlia del suo datore, il tentato sequestro di un bambino e dal tragico epilogo. Ella è una ragazza dedita agli eccessi e instaura una relazione intima con il protagonista, una relazione che sopravvive alla loro morte violenta.
- Shortbus (2006) di John Cameron Mitchell. Avventure sentimentali ed erotiche di alcuni personaggi, etero ed omosessuali, nella New York all'indomani dell'Undici Settembre e durante il black out diurno dell'estate 2002. A detta dei critici, "il film non pornografico più esplicito".
- Uomini che odiano le donne (2009) di Niels Arden Oplev. La protagonista Lisbeth Salander (Noomi Rapace) viene costretta con minacce dal suo tutore legale a un rapporto orale, che non viene mostrato esplicitamente.
- Il film francese a episodi Gli infedeli (2012) viene pubblicizzato con una controversa locandina in cui il protagonista, interpretato da Jean Dujardin, è ritratto frontalmente mentre riceve una suzione da una donna di cui è visibile solo la nuca.
- Nymphomaniac (2013) di Lars von Trier. Joe, una donna, racconta all'anziano Seligman la sua vita segnata da eccessi sessuali di ogni tipo. In tutto il film vi sono scene esplicite di fellatio.
- Blonde (2022) di Andrew Dominik. In una scena Marilyn Monroe (Ana de Armas) viene costretta a praticare una fellatio al presidente John Fitzgerald Kennedy, scena girata molto da vicino, seppur non mostrando il membro.

### Letteratura contemporanea
- La macchina della realtà (The difference engine, 1991), romanzo steampunk degli autori statunitensi William Gibson e Bruce Sterling; la giovane prostituta Hetty propone a uno dei protagonisti, Ned Mallory, di rivitalizzare il suo membro con ciò che i francesi chiamano "gamahucher" al modico costo di mezza sterlina; Ned, che ha bisogno di farsi spiegare esplicitamente che si tratta di "un pompino", rifiuta perché le implicazioni della proposta gli danno "un brivido intenso di disgusto".
- Volevo i pantaloni (1989), romanzo d'esordio di Lara Cardella: la protagonista minorenne Anna viene indotta a praticare sesso orale con lo zio: rimasti soli, l'uomo si abbassa i pantaloni e la costringe a inginocchiarsi prendendola per i capelli; la coetanea Rosanna li sorprende e per tranquillizzare Anna le dice: "Non ti preoccupare, Annetta, poi esce il latte." Anna fugge via.
- Rapimento (Rapture, 2002) della scrittrice statunitense Susan Minot: questo breve romanzo racconta i pensieri della protagonista impegnata in un rapporto orale con il proprio partner; il tempo narrativo coincide con il tempo fisico dell'atto sessuale.
- 100 colpi di spazzola prima di andare a dormire (2003), romanzo d'esordio di Melissa Panarello: la prima esperienza sessuale della protagonista sedicenne con un ragazzo di nome Daniele, di due anni più grande di lei, incontrato a una festa, è un rapporto orale completo di eiaculazione, nel quale lui si comporta in modo piuttosto freddo.
- Pagami (2008) di Laura D. (Mer chères études, 2008), è un romanzo che si presenta come il racconto autobiografico di una studentessa francese di 19 anni; per mantenersi nella carissima Parigi, dove frequenta la facoltà di Lingue, Laura D. decide di rispondere a un annuncio Internet di sesso a pagamento; il suo secondo appuntamento è con Julien, 26 anni, un giovane complessato che si vergogna di ciò che sta facendo ancora più di Laura. Appartati nell'auto di lui, Julien non riesce ad avere un'erezione e fa capire alla ragazza di avere bisogno del suo stimolo; poco a poco Laura riesce a eccitarlo con un rapporto orale.[27]